# 縣立大學站

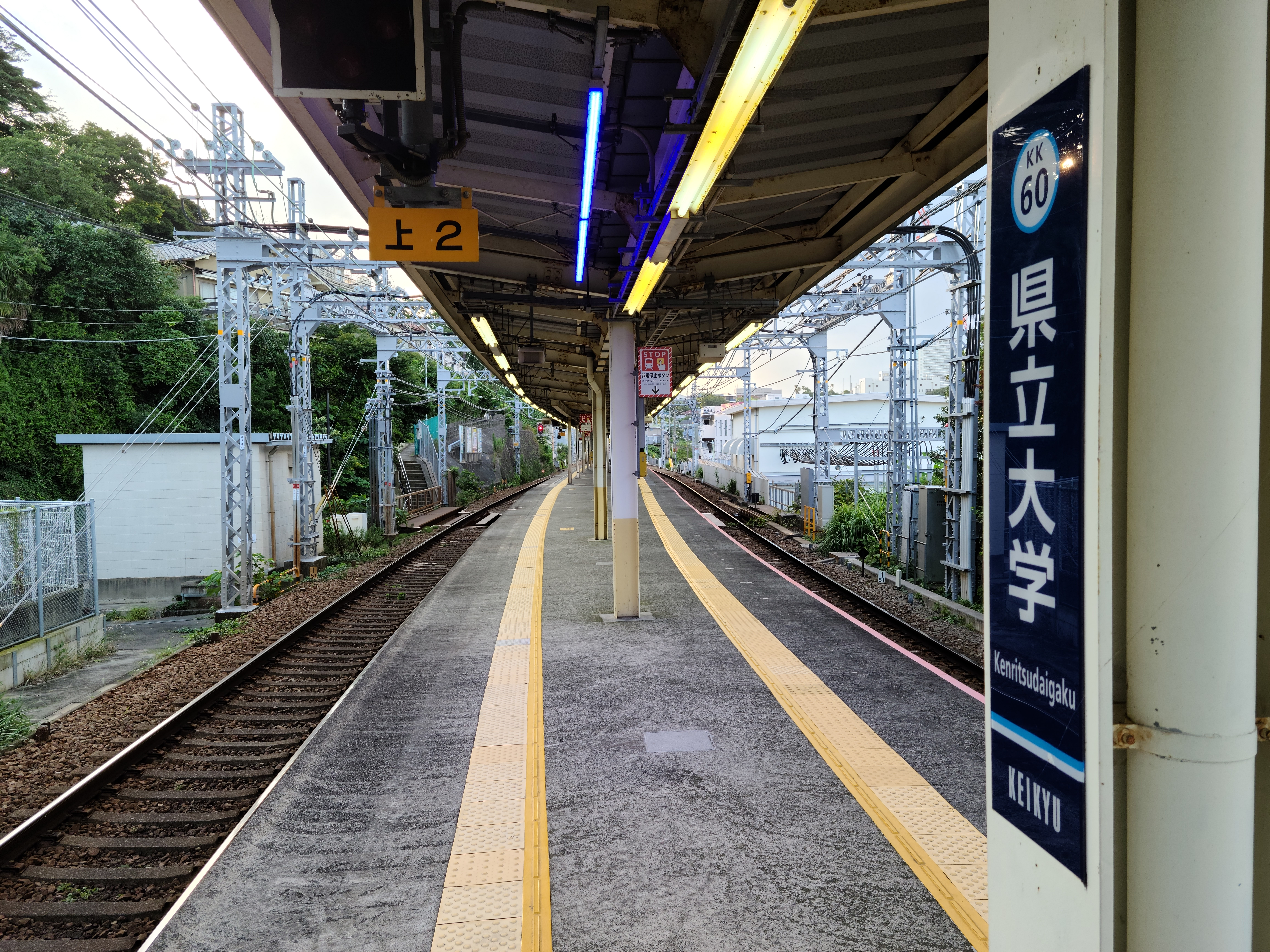
月台（2020年8月）

縣立大學站（日语：／ Kenritsudaigaku eki */?）是位於日本神奈川縣橫須賀市，屬於京濱急行電鐵本線的鐵路車站。車站編號是KK60。

## 年表
- 1930年（昭和5年）4月1日 - 車站啟用，當時稱為橫須賀公鄉站。
- 1941年（昭和16年）11月1日 - 湘南電氣鐵道與京濱電氣鐵道合併，本站成為京濱電氣鐵道車站。
- 1942年（昭和17年）5月1日 - 京濱電氣鐵道與東京橫濱電鐵合併。本站成為東京急行電鐵（大東急）車站。
- 1948年（昭和23年）6月1日 - 京濱急行電鐵成立，本站成為京濱急行電鐵車站。
- 1963年（昭和38年）11月1日 - 車站改稱京濱安浦站。
- 1987年（昭和62年）6月1日 - 車站改稱京急安浦站[2]。
- 2004年（平成16年）2月1日 - 車站改稱縣立大學站。
- 2005年（平成17年）4月 - 站房改建。

## 車站結構
本站為高架車站，站內的月台配置為島式月台1面2線，長度對應6輛編組。驗票口位於月台下的橫須賀中央站側，並透過階梯與電梯連接月台。站內設有京急Station Store與法塔麵包店（ホウトーベーカリー）縣立大學站店。湘南電氣鐵道開業時的站房一直沿用至2005年改建為止。橫須賀市內舉行花火大會時，會有臨時特急停靠本站（特急為6輛編組）。而本站的簡易自動廣播分別由1號線的關根正明與2號線的大原沙耶香配音。

### 月台配置
| 月台 | 路線 | 方向 | 目的地                                 |
| ---- | ---- | ---- | -------------------------------------- |
| 1    | 本線 | 下行 | 京急久里濱、浦賀、三浦海岸、三崎口方向 |
| 2    | 本線 | 上行 | 橫濱、羽田機場、品川、新橋方向         |

## 使用情況
2016年度1日平均上下車人次為12,509人，京急線全部72個車站當中排行第53位。正在進行鄰近填海地的開發，2000年代以後有增加傾向。
近年1日平均上下車人次與上車人次的推移如下表。
| 年度               | 1日平均 上下車人次 | 1日平均 上車人次 | 來源     |
| ------------------ | ------------------ | ---------------- | -------- |
| 1995年（平成07年） |                    | 4,143            | [ * 1 ]  |
| 1998年（平成10年） |                    | 3,911            | [ * 2 ]  |
| 1999年（平成11年） |                    | 3,906            | [ * 3 ]  |
| 2000年（平成12年） |                    | 4,313            | [ * 3 ]  |
| 2001年（平成13年） |                    | 4,816            | [ * 4 ]  |
| 2002年（平成14年） | 9,638              | 4,993            | [ * 5 ]  |
| 2003年（平成15年） | 11,022             | 5,675            | [ * 6 ]  |
| 2004年（平成16年） | 11,266             | 5,786            | [ * 7 ]  |
| 2005年（平成17年） | 11,633             | 5,966            | [ * 8 ]  |
| 2006年（平成18年） | 11,942             | 6,127            | [ * 9 ]  |
| 2007年（平成19年） | 12,077             | 6,172            | [ * 10 ] |
| 2008年（平成20年） | 12,724             | 6,311            | [ * 11 ] |
| 2009年（平成21年） | 12,644             | 6,270            | [ * 12 ] |
| 2010年（平成22年） | 12,537             | 6,223            | [ * 13 ] |
| 2011年（平成23年） | 12,455             | 6,176            | [ * 14 ] |
| 2012年（平成24年） | 12,508             | 6,213            | [ * 15 ] |
| 2013年（平成25年） | 12,402             | 6,172            | [ * 16 ] |
| 2014年（平成26年） | 12,335             | 6,138            | [ * 17 ] |
| 2015年（平成27年） | 12,475             | 6,206            | [ * 18 ] |
| 2016年（平成28年） | 12,509             |                  |          |

## 車站周邊
車站西側、南側為高地，東側、北側為東京灣填海地，是靠近橫須賀市區的住宅區。周邊在過去為海岸地，舊名安浦，但隨著填海不斷進行，現在距離海岸線已達1公里。「安浦」的地名源自於大正時代安田保善社在此填海造陸，以「安田」的「安」與意為港口的「浦」命名。填海地大部分屬平成町，有多棟公寓で與現在站名由來的神奈川縣立保健福祉大學。隨著幹道整備，附近開始有郊外型路邊商店出店。
- 神奈川縣立保健福祉大學（日语：神奈川県立保健福祉大学）
- 橫須賀三春西郵便局
- 橫須賀上町郵便局
- 橫須賀佐野町郵便局
- 國道16號
- 小島電器（日语：コジマ）
- LIVIN（日语：リヴィン）橫須賀店
- 海風公園（日语：うみかぜ公園）
- 神奈川信用金庫（日语：神奈川信用金庫）安浦支店
- HOMEZ橫須賀店

### 巴士路線
本站並沒有站前廣場與巴士總站，因此沒有巴士停靠，須至附近的的京濱急行巴士、湘南京急巴士的巴士站搭乘。不過巴士與電車轉乘在快特停車站堀之內站與橫須賀中央站進行較為方便。
安浦3丁目
國道16號上，步行3分鐘左右。有許多連接橫須賀站與橫須賀市東部的巴士。
安浦2丁目
步行5分鐘左右，可往市內北部、中部。是小型的巴士總站，有巴士在此進行折返。

## 相鄰車站
京濱急行電鐵
 本線
□早晨翼號、□京急翼號、■快特、■特急（金澤文庫站以北為快特）、■特急
通過
■普通
橫須賀中央（KK59）－縣立大學（KK60）－堀之內（KK61）

## 外部連結
- 縣立大學站（各站資訊） - 京濱急行電鐵